# Gaspard II de Coligny
Pour les articles homonymes, voir Gaspard de Coligny.
Pour les autres membres de la famille, voir Maison de Coligny.
Gaspard de Coligny est un noble et amiral français, né le 16 février 1519 à Châtillon-sur-Loing (aujourd'hui Châtillon-Coligny) et mort le 24 août 1572 à Paris, assassiné lors du massacre de la Saint-Barthélemy. Comte de Coligny, baron de Beaupont et Beauvoir, Montjuif, Roissiat, Chevignat et autres lieux, seigneur de Châtillon, amiral de France, il est l'un des membres les plus connus de la maison de Coligny éteinte en 1694.
Il est le fils de Gaspard Ier de Coligny, maréchal de France sous François Ier, et de sa femme Louise de Montmorency. Il est le frère d'Odet, cardinal de Châtillon et de François d'Andelot.

## Biographie

### Années de formation

#### 1519-1530: enfance provinciale

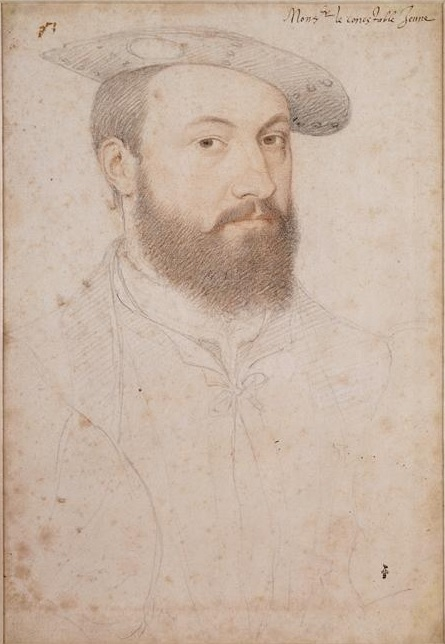
François Clouet, Anne de Montmorency (vers 1530), Chantilly, musée Condé.

Gaspard de Coligny naquit à Châtillon. Son père, le maréchal de Châtillon, était d’une famille ancienne de la Bresse installée dans le Gâtinais depuis le XVe siècle, et avait épousé en 1514 Louise de Montmorency, veuve de Fercy de Mailly  dont elle avait trois enfants. Un des frères de Louise était Anne de Montmorency, qui fut connétable de France entre 1538 et 1541.
Gaspard Ier mourut en Guyenne en 1522. Gaspard II avait trois ans, et s’était déjà fait remarquer par son goût pour les jeux guerriers. Il fut élevé par sa mère, Louise, avec ses trois frères : ses aînés Pierre (1515-1528) et Odet (1517-1571), prince de l'église à 16 ans, et son cadet François d'Andelot (1521-1569).
Les jeunes Coligny reçurent une éducation humaniste. Leur précepteur, Nicolas Bérault, correspondait avec Érasme et Guillaume Budé. À cette époque, un gentilhomme étudiait le trivium et le quadrivium, mais également les arts de cour (notamment la danse et le jeu de paume) et les arts de guerre (équitation et escrime) auxquels Gaspard et ses frères s'initièrent sous la tutelle d’un ancien soldat, Guillaume de Prunelay. Depuis la mort du père, l’oncle de Montmorency surveillait cette éducation et il nota avec satisfaction les progrès de Gaspard en latin qui auguraient d’un avenir ecclésiastique. Mais le jeune homme se rebella. Il voulait faire carrière dans l'armée.

#### 1530-1542: adolescence à la cour de FrançoisIer
En 1530, Louise de Montmorency, la mère de Gaspard, fut nommée dame d’honneur d’Éléonore d’Autriche, la reine, et la famille se retrouva à la cour du roi François Ier. Celle-ci était une des plus brillantes d’Europe. Les grandes maisons s’y disputaient la faveur du roi et le clan des Montmorency y jouissait d’une influence grandissante.
Politiquement, la France, l'empire de Charles Quint son rival et les États pontificaux étaient les plus grandes puissances européennes. Il faut y ajouter l’Angleterre, dont le soutien pouvait faire pencher la balance d’un côté ou de l’autre en cas de conflit. Sur le plan religieux, la France s’était engagée dans la voie d’une certaine indépendance avec le concordat de Bologne. L’humanisme se répandait et avec lui une critique des pratiques religieuses qui appelait des réformes et provoquait des oppositions au sein de l’université et des ordres religieux inquiets de la diffusion des idées luthériennes. En 1530 paraissait une édition de la Vulgate traduite par Jacques Lefèvre d'Étaples. La propre sœur du roi, Marguerite d’Angoulême, était influencée par les idées réformistes. Lorsque les Coligny arrivèrent à la cour, le roi tolérait encore cette effervescence.
En 1533, l'année du schisme entre Rome et l'Angleterre, François Ier maria son fils Henri, futur dauphin en 1536 après la mort de son frère ainé, à la nièce du pape Clément VII, Catherine de Médicis. Reconnaissant, le pape offrit à la France sept places de cardinaux, dont Odet de Coligny, qui avait à peine 16 ans, fut un des bénéficiaires.
En 1534 éclata l’affaire des Placards, qui allait déclencher une répression sévère contre les Luthériens. François Ier était néanmoins embarrassé car il ne voulait pas s'aliéner les princes allemands favorables à la réforme.
Pendant ce temps, Coligny poursuivait ses études en compagnie des enfants du roi avec pour maître Guillaume Du Mayne, abbé de Beaulieu. Il étudiait Cicéron, Ptolémée, et découvrait la cosmographie alors en plein essor. La cour se déplaçait beaucoup, et les jeunes Coligny suivaient le roi de château en château. Gaspard s’était fait des amis, notamment le jeune François de Guise ou encore Antoine de Bourbon le duc de Vendôme. Avec son frère François, il jouissait d’une certaine popularité qui fit que la disgrâce de Montmorency, en 1541, n’affecta pas leur présence à la cour. Montmorency avait cherché à éviter la guerre avec les forces impériales, celle-ci devenait inévitable. En 1542, les Coligny allaient faire leurs premières armes.

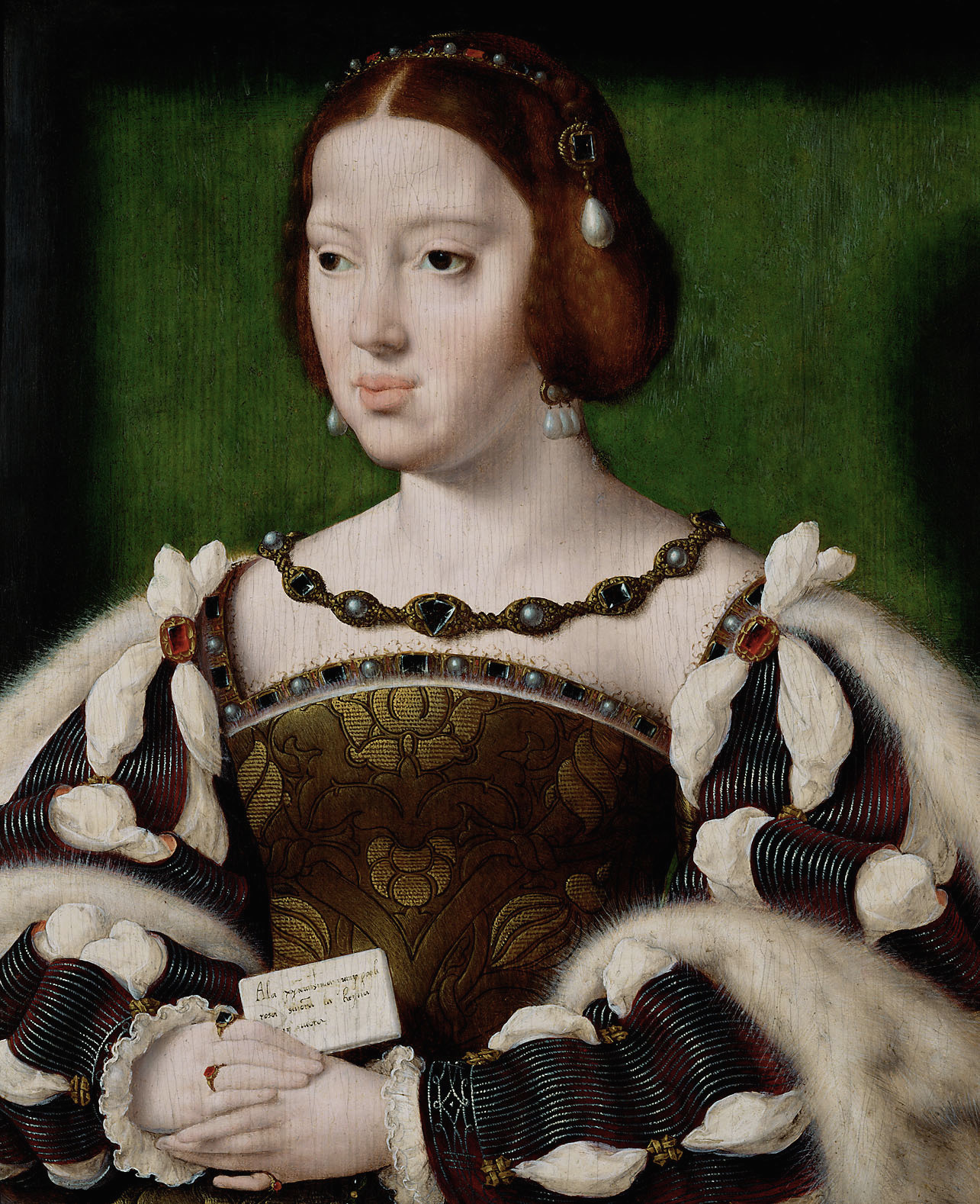
Éléonore d'Autriche
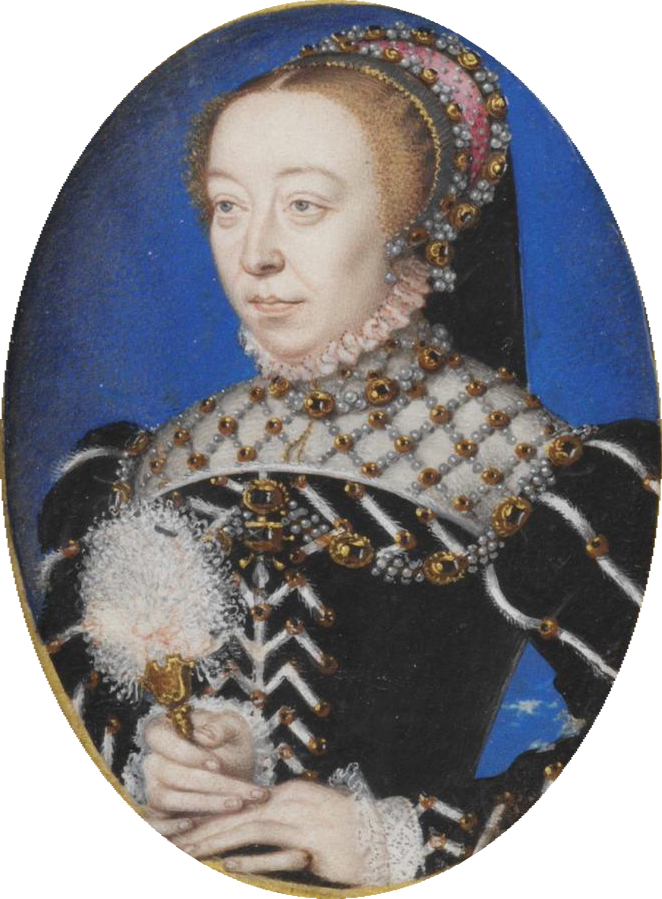
Catherine de Médicis

#### 1542-1546: premières armes
Odet avait choisi la carrière ecclésiastique, l'oncle de Montmorency était écarté de la cour, il ne restait aux jeunes Coligny que les armes pour se faire un nom. La guerre déclarée contre Charles Quint, Gaspard fit campagne au Luxembourg, dans le Comté de Flandre, et en Italie où il participa à la victoire sans lendemain de Cérisoles. La paix signée avec l'empereur (1544), il prit part à l'offensive navale commandée par Claude d'Annebault contre les Anglais. Plusieurs fois blessé dans ces combats, il se distingua par son audace. La paix fut signée avec Henri VIII d'Angleterre en 1546 laissant Coligny libre de faire, comme c'était l'usage à l'époque pour les jeunes gens de bonne famille, un voyage en Italie. Il séjourna notamment à Ferrare chez la duchesse d'Este, mais la mort de François Ier, le 31 mars 1547, précipita son retour en France.

### Règne d'Henri II
Un des premiers gestes du nouveau roi Henri II fut de rappeler l'oncle de Gaspard, le connétable de Montmorency. Gaspard, quant à lui, fut nommé gentilhomme ordinaire de la chambre du roi et décoré de l'ordre de Saint-Michel.
En 1547, il reçut la charge de colonel général des Bandes françaises. Cette même année fut marquée par la mort de sa mère, Louise de Montmorency, qui s'était beaucoup rapprochée des idées de la réforme, et par son mariage avec Charlotte de Laval, fille du comte Guy XVI de Laval, qui lui apporta de nombreuses terres en Bretagne.
L'année suivante son cadet, François d'Andelot, épousa à son tour une riche héritière de Bretagne. Mais la cour d'Henri II était un foyer d'intrigues où le clan des Montmorency et celui des Guise, soutenus par la toute-puissante maîtresse du roi, Diane de Poitiers, se disputaient les faveurs d'Henri II.

#### Ambassade à Londres
Le règne d'Henri II commença par une reprise des persécutions contre les réformés et des menaces du côté anglais qui refusait toujours de rendre Boulogne occupée. L'Angleterre lorgnait alors le trône d'Écosse, dont Marie Stuart avait hérité à la mort du roi Jacques V d'Écosse en 1542.
Un mariage avec Édouard VI d'Angleterre, qui venait de succéder à Henri VIII mort en 1547, aurait réuni les couronnes d'Angleterre et d'Écosse, ce dont les Guise, notamment François, oncle de Marie Stuart par sa sœur Marie, ne voulaient à aucun prix. Coligny fit partie de la délégation qui se rendit à Londres pour négocier la paix. Il rencontra le jeune Édouard VI sous le règne duquel la réforme anglicane se radicalisait pour se rapprocher du protestantisme. De retour à Paris, se jugeant mal récompensé des efforts qu'il avait déployés au service du roi, Coligny se retira sur ses terres et profita de ses loisirs pour rédiger un code militaire très rigoureux qui avait pour but de moraliser le comportement des troupes.

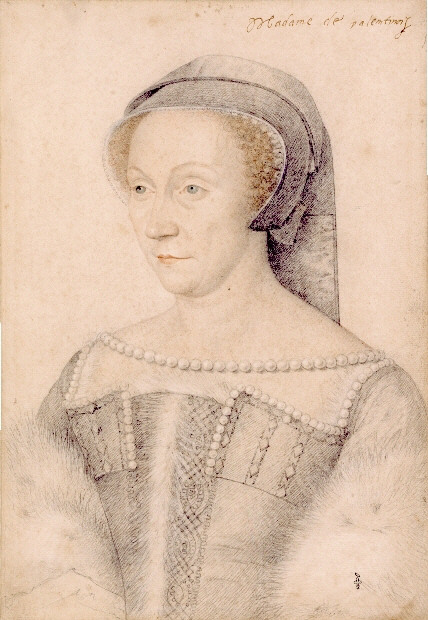
Diane de Poitiers
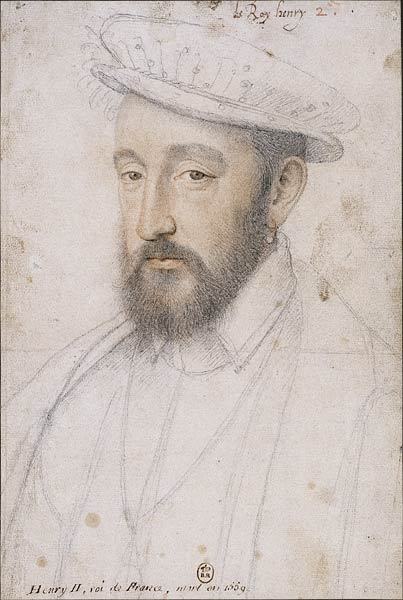
Henri II
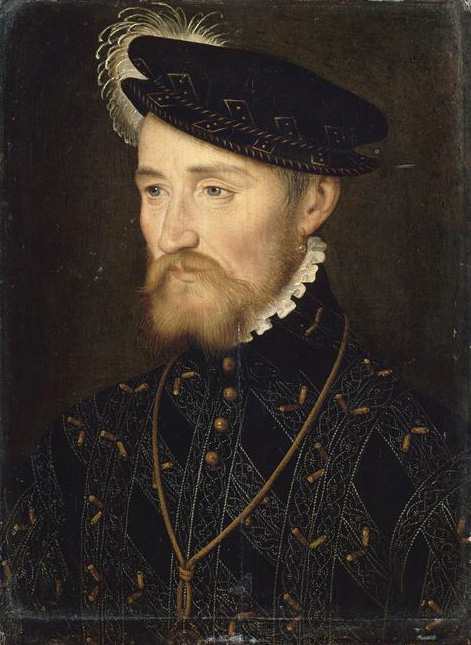
François de Guise
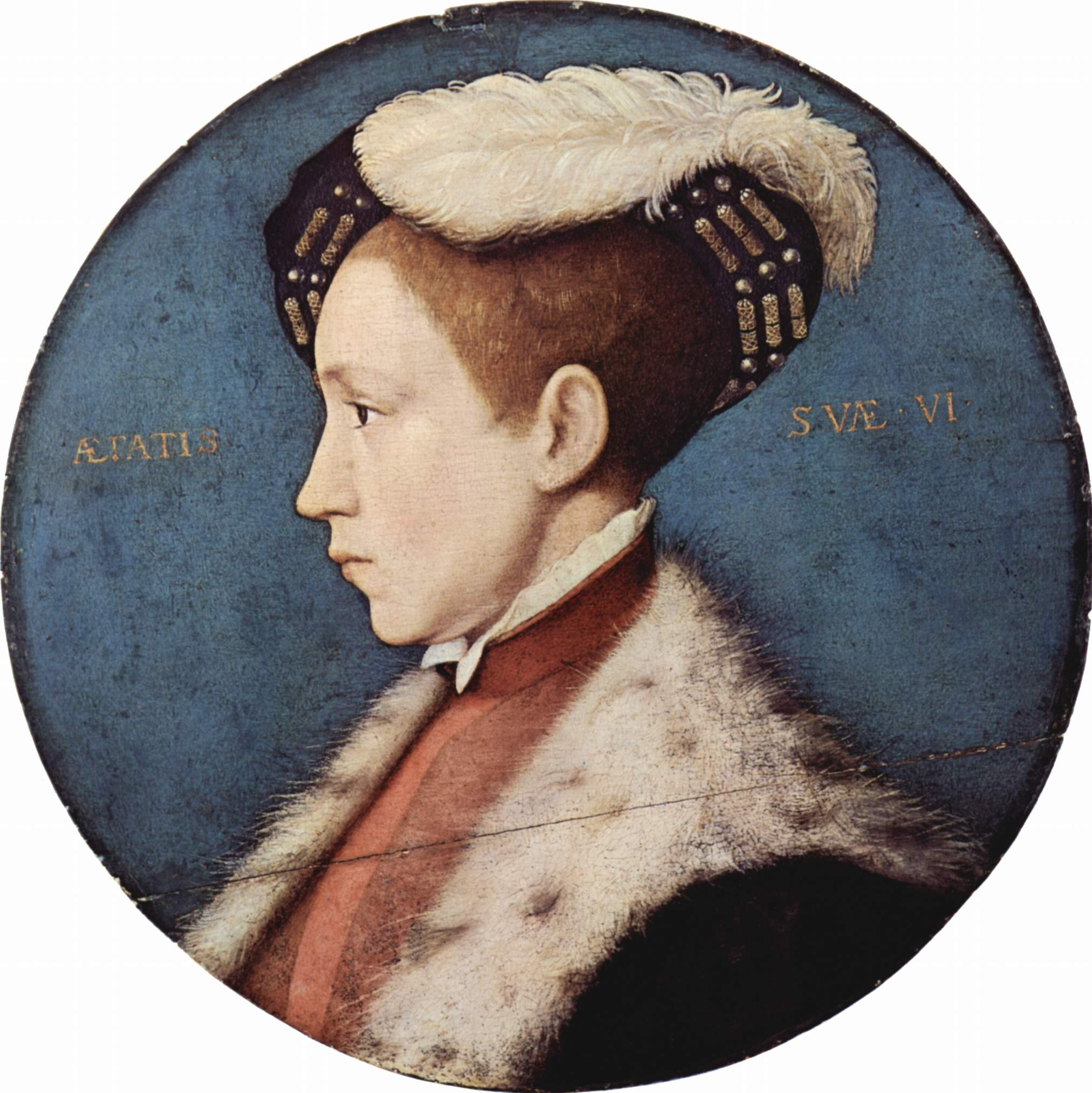
Édouard VI

#### Guerres contre l’Espagne
Le roi le rappela bientôt et Coligny repartit en campagne. Écarté du siège de Metz par François de Guise, il contribua à la victoire de Renty, s'emparant notamment de l'artillerie espagnole. Il fut nommé amiral de France en 1552 et gouverneur de Picardie.
Entre-temps, à la fin de l'année 1554, le souverain français Henri II ordonna la préparation d'une expédition secrète vers le Brésil, à son principal ministre, Gaspard de Coligny. Il s'agissait de créer une colonie française en Amérique du Sud. Coligny choisit le vice-amiral Nicolas Durand de Villegagnon comme commandant de cette expédition pour la création (1555) de la colonie de la France antarctique. En son honneur, Villegagnon nomma Fort Coligny l'établissement français fondé sur une île de la baie de Guanabara (restée Ilha de Villegaignon, au centre de la baie de Rio de Janeiro). Coligny, déjà sensible aux idées des Réformés, encouragea Villegagnon à faire venir des Calvinistes dans la France antarctique, mais les Portugais en chassèrent les Français en mars 1560.
En 1557, après la rupture de la trêve de Vaucelles passée avec Charles Quint, l'armée impériale, dirigée par le duc Emmanuel-Philibert de Savoie, assiégea la ville de Saint-Quentin, défendue par Coligny. Après une longue résistance, il dut se rendre le 27 septembre. La bataille de Saint-Quentin fut une défaite très lourde pour la France : elle entraîna le traité de Cateau-Cambrésis (1559) par lequel la France renonçait définitivement à toute prétention territoriale en Italie.

### Guerres de religion

#### Adhésion à la Réforme

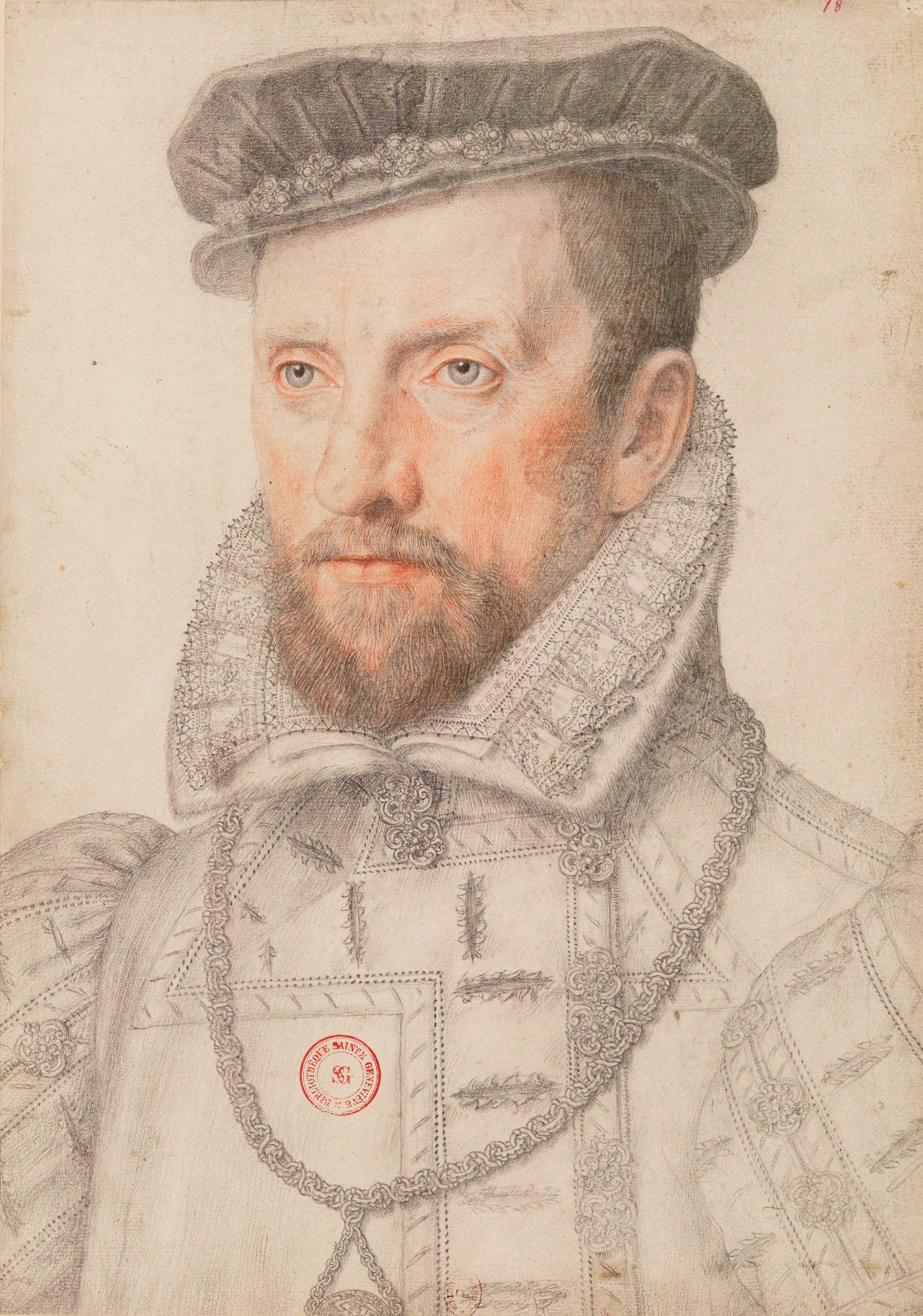
Gaspard de Coligny.
Paris, BnF, département des estampes, vers 1560.

Après la mort du roi Henri II, Coligny conserve ses fonctions et demeure chargé, en tant qu'amiral, d'organiser la flotte de secours pour l'Écosse. Il se rend pour cette raison à plusieurs reprises au Havre et à Dieppe (Normandie). Cette occupation lui prenant beaucoup de temps, il démissionne en janvier 1560 de sa fonction de gouverneur de Picardie.
À la cour, il pousse Catherine de Médicis à adopter une politique de conciliation à l'égard des réformés. À l'origine, très modéré dans son adhésion à la Réforme protestante, il refuse, par fidélité au roi, la voie de la violence et condamne la conjuration d'Amboise. Mais, las des intrigues de la cour et écarté du pouvoir par les Guise, il se retire régulièrement chez lui à Châtillon-sur-Loing ; dans cette retraite, la lecture des livres des novateurs changea ses opinions religieuses, et à l'instigation de sa femme et de son frère Andelot, il se convertit au protestantisme. Durant l'été 1560, il participe publiquement au culte. Au cours de l'assemblée des notables de Fontainebleau (juillet 1560), il communique au roi les revendications des protestants de Normandie.
La chute des Guise à la mort de François II le satisfait. Durant l'année 1561, il jouit avec ses frères d'une grande faveur auprès de Catherine de Médicis et ne désespère pas de la voir adhérer à la Réforme. Il participe au conseil du roi et joue un grand rôle dans la politique royale de conciliation. Cependant, la violente réaction catholique à l'Édit de Janvier (1562) obligea la reine-mère à se séparer de lui et Coligny rentra sur ses terres. C'est là qu'il apprend la nouvelle du massacre de Wassy et la marche à la guerre.

#### Chef de guerre

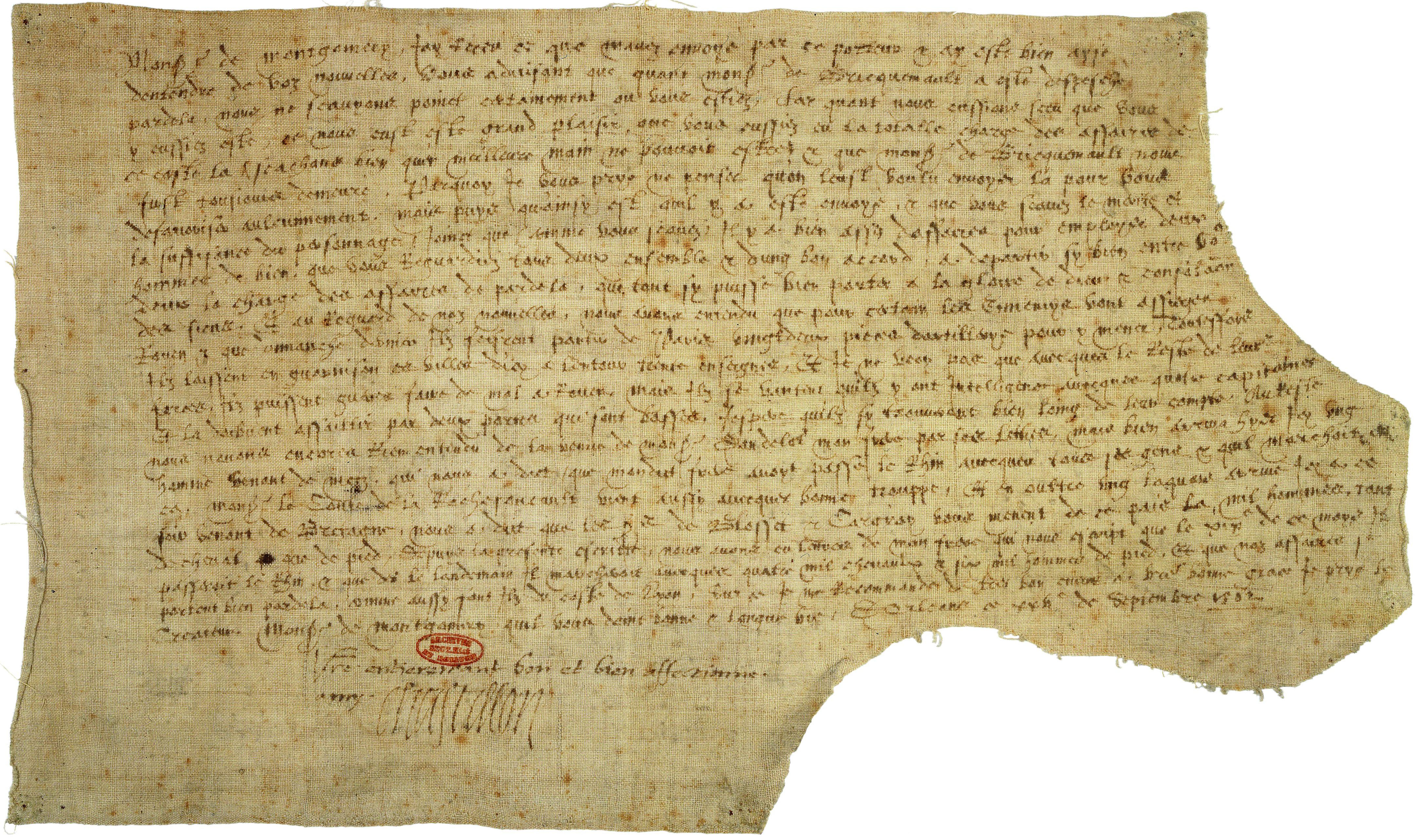
Doublure de pourpoint portant les instructions de Coligny aux assiégés de Rouen, 25 septembre 1562. Archives nationales. AE/II/667(a) et (b)

En 1562, lorsque la guerre éclata entre le parti protestant et le parti catholique, Coligny s'engagea aux côtés du prince de Condé. Éprouvant des difficultés à entretenir une armée, il négocia une aide financière avec la reine Élisabeth Ire d'Angleterre et fut amené à lui céder le port du Havre (Traité d'Hampton Court). Cet acte de haute trahison consistant en la livraison d'une place d'importance aux ennemis héréditaires de la France lui sera particulièrement reproché, y compris par les sympathisants de la Réforme.

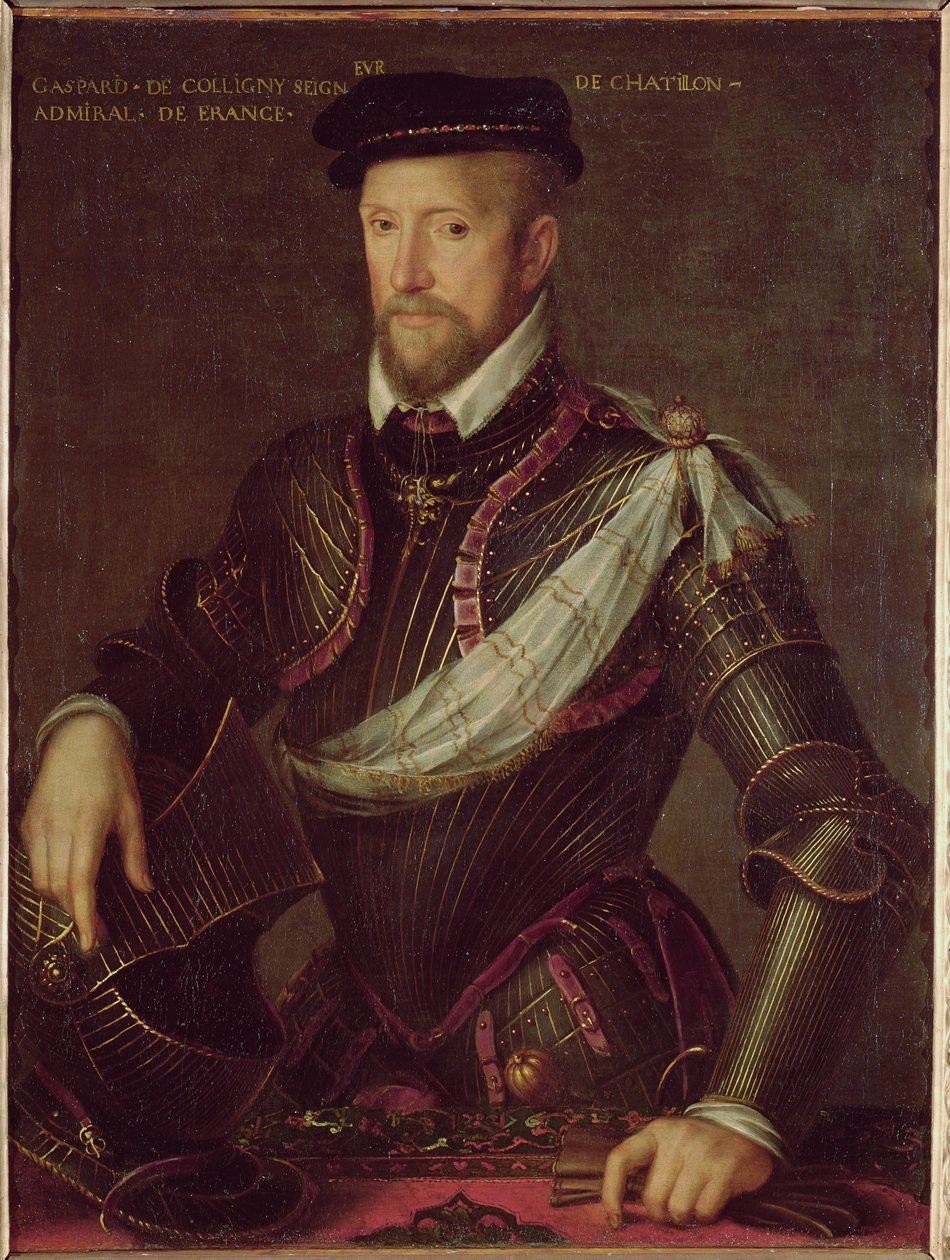
Gaspard de Coligny, huile sur toile du XVIe siècle, Bibliothèque de la Société de l'histoire du protestantisme français.

Il participe à la bataille de Dreux qui marque la défaite de l'armée protestante face à l'armée royale. En 1563, on l'accusa d'avoir commandité l'assassinat du duc de Guise par Poltrot de Méré. La mort du duc, assassiné sous les murs d'Orléans, amena quelques années de paix.
Avec l'autorisation du roi Charles IX, il choisit le capitaine huguenot Jean Ribault en 1562 pour établir une colonie en Floride avec 150 de ses coreligionnaires. La Floride française, après deux tentatives malheureuses, n'aura vécu que de 1562 à 1565.
Les armes ayant été reprises de part et d'autre en 1567, il quitta la cour avec Condé pour se réfugier en Bourgogne, puis à La Rochelle. Avec Louis Ier de Condé, François de Coligny et Guyonne de Rieux, il était considéré comme l'un des instigateurs de la « surprise de Meaux », en 1567, tentative des protestants pour se saisir du roi Charles IX de France et de la reine-mère Catherine de Médicis.
Coligny prit part au combat indécis de Saint-Denis. La troisième guerre de religion vit les défaites s'accumuler : d'abord Jarnac (13 mars 1569), où Condé fut assassiné. Puis, malgré la victoire de La Roche-l'Abeille, il perdit du temps au siège de Poitiers car ses mercenaires, non payés, voulaient du butin, et il dut lever le siège avant d’être battu et blessé à Moncontour (3 octobre 1569), où il fut défait par le duc d'Anjou, futur Henri III.
Coligny fuit alors vers le sud avec ses troupes, échappa à Monluc et Montmorency-Damville, et rejoignit l'armée des « vicomtes » en Languedoc. Il put alors reprendre l'initiative, leva des troupes, pilla les villages catholiques, prit Saint-Étienne, remporta la victoire d'Arnay-le-Duc et remonta en 1570 jusqu'à La Charité-sur-Loire, menaçant ainsi Paris. Le roi céda, et ce fut alors la paix de Saint-Germain-en-Laye (8 août 1570).

#### Assassinat

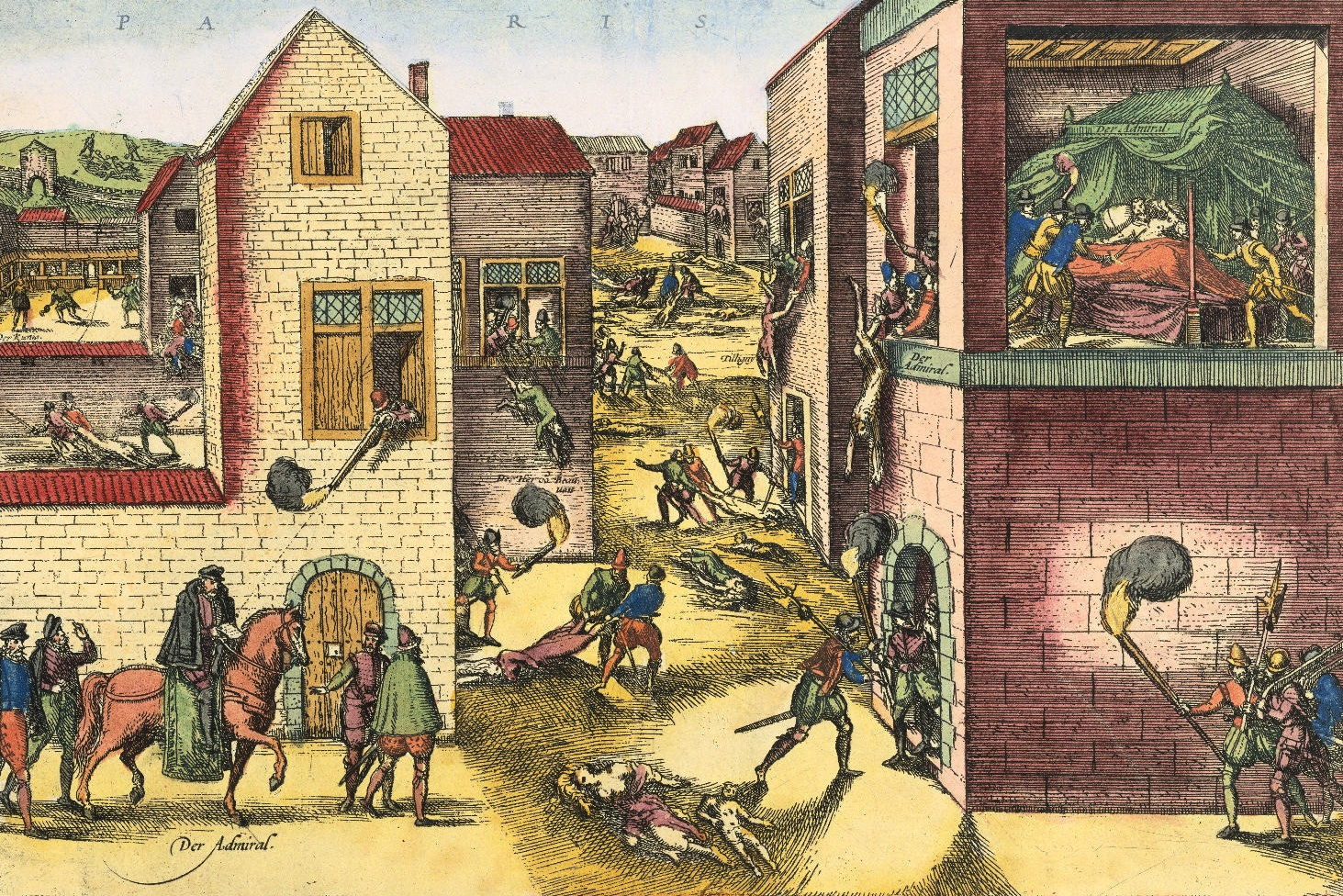
Gravure juxtaposant plusieurs événements et temporalités : à gauche, la tentative ratée d'arquebusade de Coligny ; à droite, son assassinat dans l'hôtel sis rue de Béthizy dans le quartier Saint-Germain-l'Auxerrois à Paris. Au centre, le massacre général des huguenots parisiens.
Gravure de Frans Hogenberg, XVIe siècle.

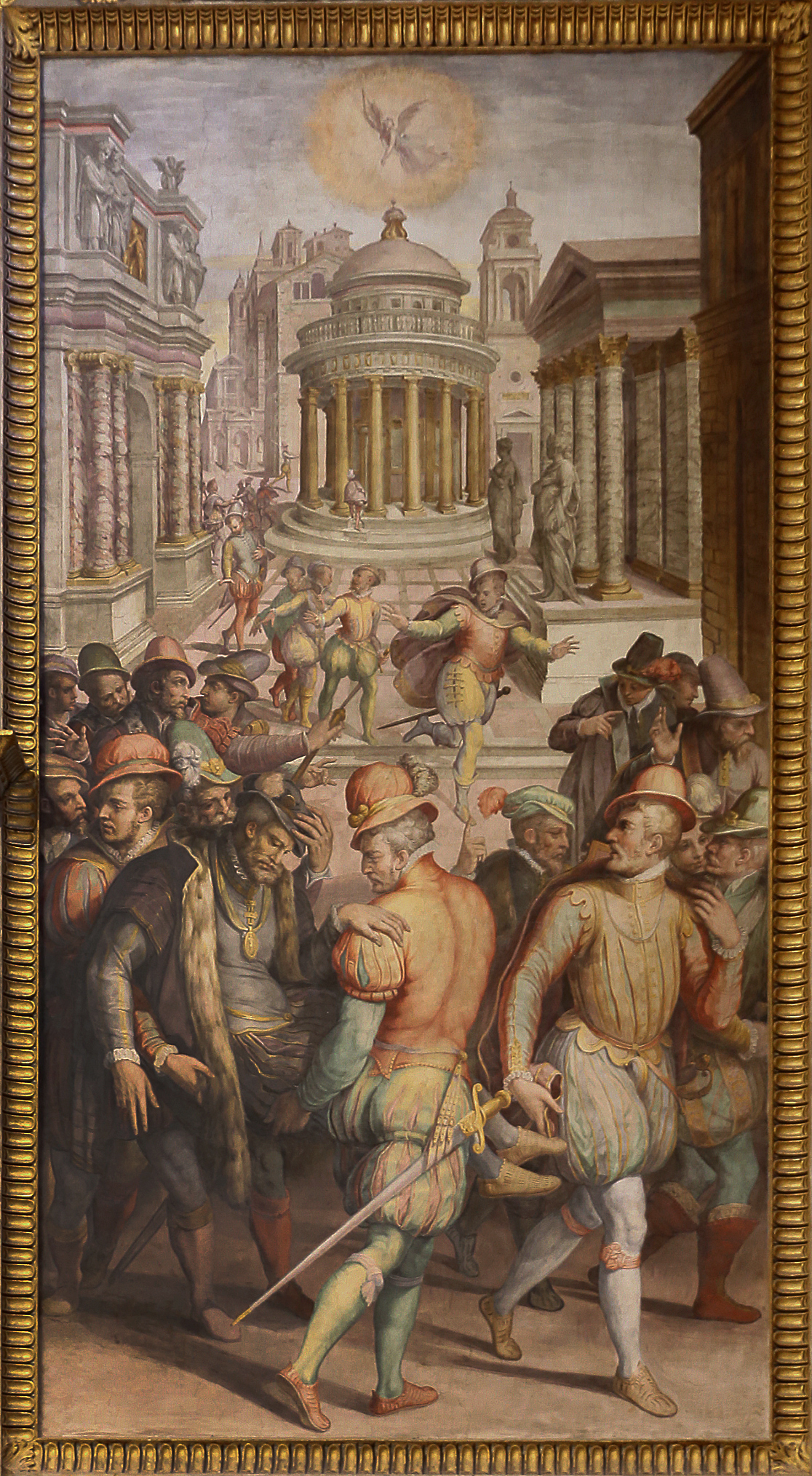
Coligny, blessé lors de l'attentat, est secouru par les huguenots. Fresque de la Sala Regia peinte par Giorgio Vasari à la demande du pape Grégoire XIII, 1572-1573.

Coligny chercha alors à rentrer dans les bonnes grâces de Charles IX, qui l'avait condamné à mort et fait confisquer ses biens. En 1571, il rentra à la cour et le roi lui fit bon accueil.
Les catholiques de la cour, cependant, le haïssaient, et son influence sur le roi resta limitée. Sa proposition d'intervenir dans le Comté de Flandre contre l'Espagne fut ainsi rejetée plusieurs fois.
Le 22 août 1572, peu après le mariage d'Henri de Navarre (futur Henri IV), Charles de Louviers, seigneur de Maurevert, qui avait abattu le chef calviniste Vaudrez de Mouy en 1569, tira sur Coligny depuis une maison appartenant à un fidèle des Guise, le chanoine de Villemur, ancien précepteur du duc de Guise. S'étant penché pour renouer le lacet de sa chaussure, il ne fut touché qu'au bras gauche et à la main par ce coup d'arquebuse. Les historiens sont encore partagés sur l'identité du commanditaire de cet attentat, les principaux suspects étant :
- Catherine de Médicis en personne ;
- les Guise ;
- le duc d'Albe, qui aurait agi pour le compte de Philippe II d'Espagne.

Ayant envoyé précédemment son chirurgien Ambroise Paré, Charles IX, accompagné de sa mère et son frère, se rendit au chevet du blessé, lui promettant justice. Mais l’assassinat de tous les chefs protestants fut alors décidé et, dans la nuit du 23 au 24 août 1572, eut lieu le massacre de la Saint-Barthélemy. Trois seigneurs (le duc de Guise, le duc d'Aumale et le demi-frère du roi Henri, Grand Prieur de France) furent chargés d'organiser l'assassinat de l'amiral chez lui, au 144 rue de Béthisy. Coligny fut achevé dans son lit, à coups de dague, par Charles Danowitz dit Besme, capitaine originaire de Bohême ; son corps fut jeté par la fenêtre, éviscéré, émasculé et décapité dans la cour, toujours par Besme. Le corps fut ensuite porté jusqu'à la Seine, avant d'être traîné dans les rues par des enfants puis pendu au gibet de Montfaucon, lieu des exécutions ordinaires, où il fut exhibé, pendu par les pieds,,. François de Montmorency, son cousin — qui, bien que catholique, était proche des protestants —, fit ensuite décrocher son cadavre du gibet en toute discrétion.

## Postérité
En son honneur a été inauguré, le 24 juillet 1889, le Monument de l’amiral Gaspard de Coligny, œuvre de Gustave Crauk, érigé rue de Rivoli, au chevet du temple protestant de l'Oratoire du Louvre, ancienne église catholique romaine mise à la disposition du culte réformé par Napoléon le 23 février 1811.

Monument de l’amiral Gaspard de Coligny (1889)
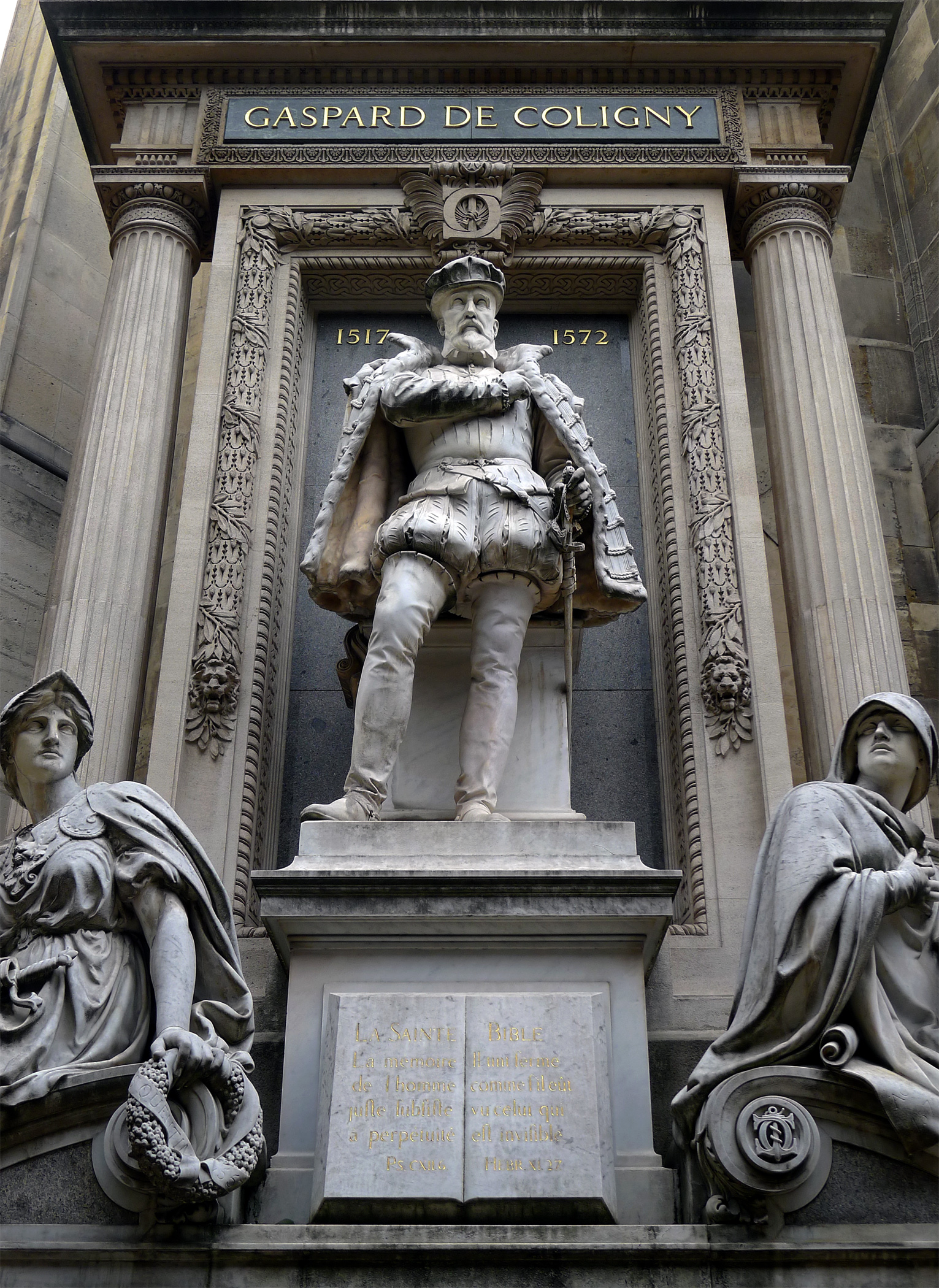
Détail du Monument de l’amiral Gaspard de Coligny, Paris, temple protestant de l'Oratoire du Louvre[n 2].
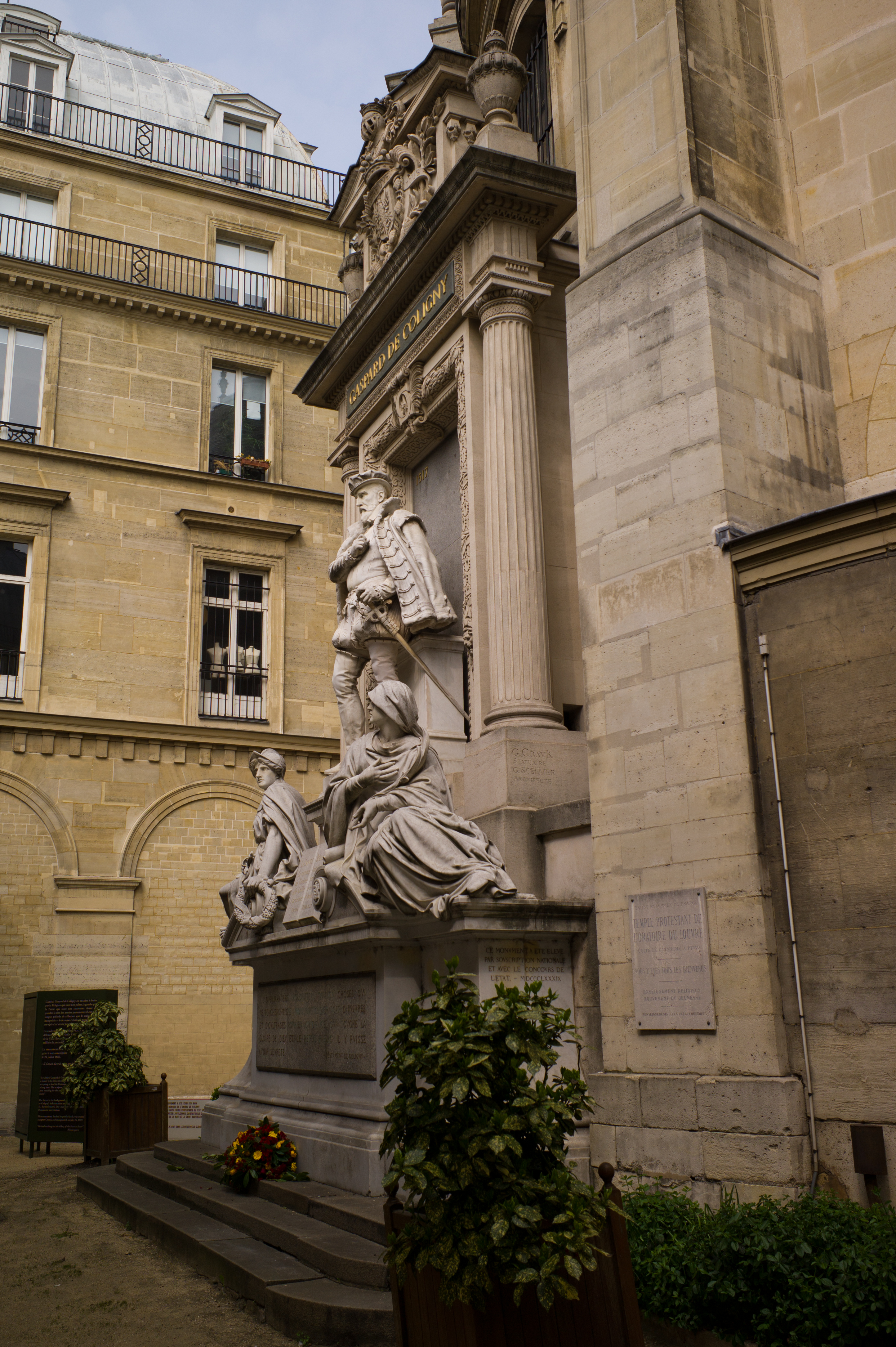
Monument de l’amiral Gaspard de Coligny.

De même, à Saint-Quentin, en mémoire de l'action de l'amiral lors du siège de la ville en 1557, a été inauguré le 7 juin 1897 par le président Félix Faure le Monument à la défense de 1557. Dans cette œuvre de Corneille Theunissen, l'amiral de Coligny est représenté au premier plan, à la tête des défenseurs de la cité.

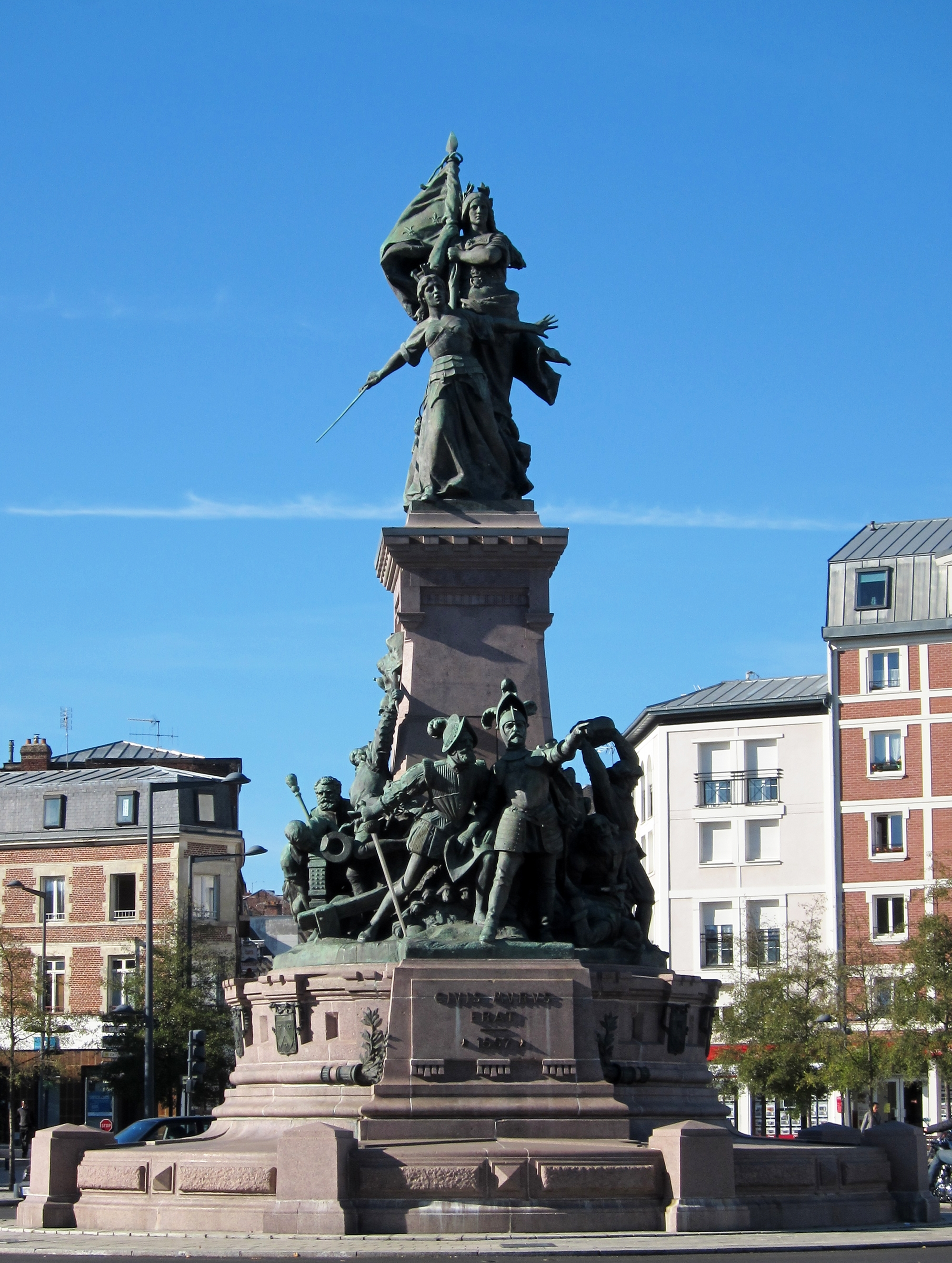
Monument à la défense de 1557, Saint-Quentin

Félix Bourquelot a publié en 1858 une édition de la Correspondance de l'amiral.
Sa ville de naissance, Châtillon-sur-Loing est renommée Châtillon-Coligny en 1896.
Le Fort Coligny fut construit par l'amiral Villegagnon, fondateur de la France antarctique, sur l'île qui porte aujourd'hui le nom de Villegagnon, dans la baie de Rio de Janeiro, où il avait été envoyé par l'amiral de Coligny,
Treurfontein, bourgade d'Afrique du Sud, située dans la province du nord-ouest, a été renommée Coligny en l'honneur de l'amiral.
Peut-être en souvenir de la paix de Saint-Germain-en-Laye (8 août 1570), un sentier de la forêt de Saint-Germain-en-Laye porte son nom : « Route de Coligny ».
La ville de Hilton Head en Caroline du Sud, aux États-Unis comporte plusieurs lieux nommés en l'honneur de Coligny, notamment un carrefour giratoire, le Coligny Circle, un centre commercial, le Coligny Plaza Shopping Center et une plage publique le Coligny Beach Park.

## Mariage et descendance

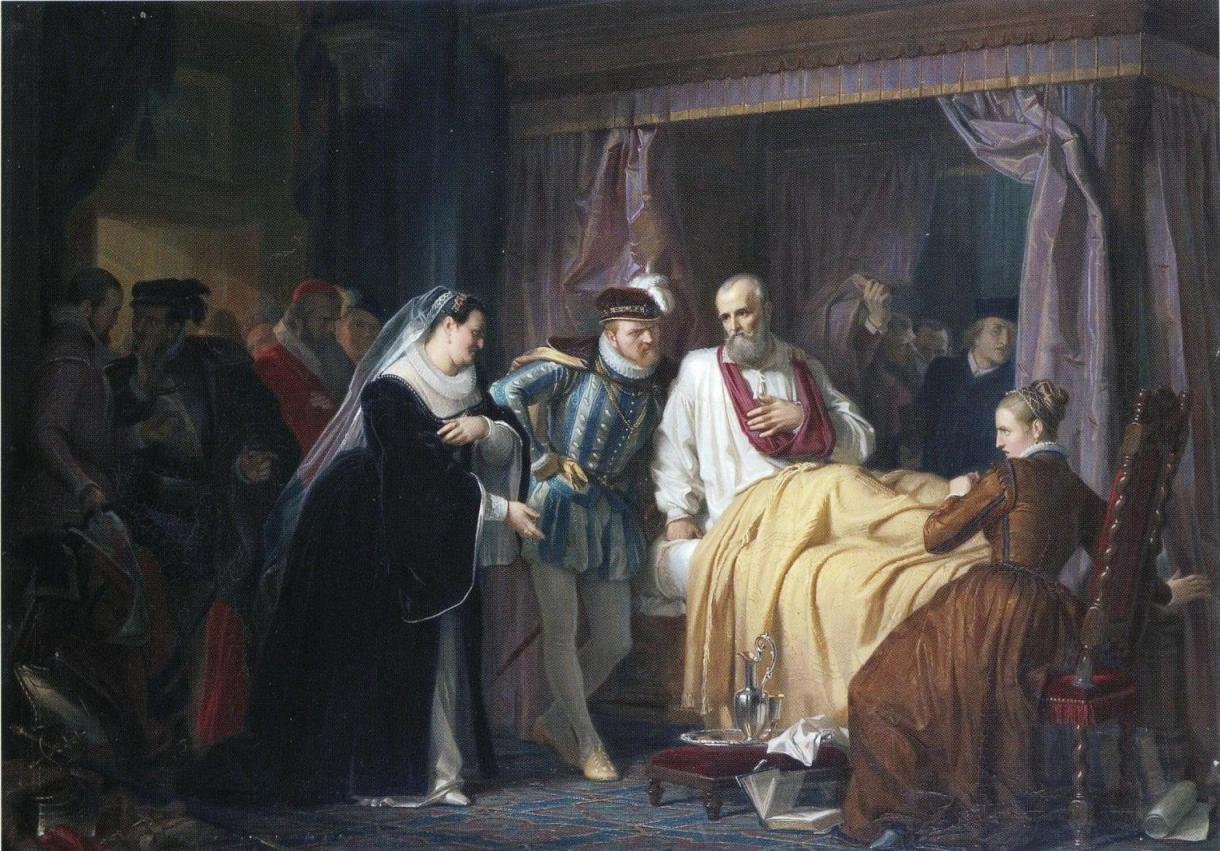
Charles IX et Catherine de Médicis s'enquérant de Coligny. Huile sur toile de Georg Wilhelm Volkhart, 1849.

Gaspard épouse en premières noces, en 1547, Charlotte de Laval, fille du comte Guy XVI de Laval, dans la chapelle du château de Montmuran en Ille-et-Vilaine. Charlotte de Laval meurt en 1568. Ils ont huit enfants dont :
- Louise de Coligny (°1555 †1620), épouse Charles de Téligny, puis Guillaume Ier d'Orange-Nassau, stathouder de Hollande, mère de Frédéric-Henri d'Orange-Nassau ;
- François de Coligny (°1557 †1591)
- Charles de Coligny (°1564 †1632), qui devint catholique et rejoignit le camp de la Ligue.

En secondes noces, il épouse, le 25 mars 1571 à La Rochelle, Jacqueline de Montbel, comtesse d'Entremont et de Nottage (1541 - 1600). Il meurt assassiné en 1572, alors que Jacqueline est enceinte de Béatrice, qui naît 4 mois après la mort de son père,.